# Episodi di Criminal Minds (nona stagione)
La nona stagione della serie televisiva Criminal Minds è stata trasmessa in prima visione assoluta negli Stati Uniti d'America da CBS dal 25 settembre 2013 al 14 maggio 2014.
In Italia la stagione è trasmessa in prima visione satellitare da Fox Crime, canale a pagamento della piattaforma Sky, dal 4 febbraio 2014; durante la messa in onda, è stato invertito l'ordine di produzione degli episodi nº 3 e 4. In chiaro è trasmessa da Rai 2 dal 12 settembre 2014; temporaneamente sospesa il 14 novembre, la messa in onda riprende il 28 gennaio 2015.
| nº | Titolo originale             | Titolo italiano                  | Prima TV USA      | Prima TV Italia  |
| -- | ---------------------------- | -------------------------------- | ----------------- | ---------------- |
| 1  | The Inspiration (Part 1 e 2) | L'ispirazione                    | 25 settembre 2013 | 4 febbraio 2014  |
| 2  | The Inspiration (Part 1 e 2) | Vite allo specchio               | 2 ottobre 2013    | 11 febbraio 2014 |
| 3  | Final Shot                   | L'ultimo colpo                   | 9 ottobre 2013    | 25 febbraio 2014 |
| 4  | To Bear Witness              | Prestare testimonianza           | 16 ottobre 2013   | 18 febbraio 2014 |
| 5  | Route 66                     | Route 66                         | 23 ottobre 2013   | 7 marzo 2014     |
| 6  | In the Blood                 | Nel sangue                       | 30 ottobre 2013   | 14 marzo 2014    |
| 7  | Gatekeeper                   | Il guardiano                     | 6 novembre 2013   | 21 marzo 2014    |
| 8  | The Return                   | Il ritorno                       | 13 novembre 2013  | 28 marzo 2014    |
| 9  | Strange Fruit                | Il frutto dell'odio              | 20 novembre 2013  | 4 aprile 2014    |
| 10 | The Caller                   | Numero privato                   | 27 novembre 2013  | 11 aprile 2014   |
| 11 | Bully                        | Rabbia assassina                 | 11 dicembre 2013  | 18 aprile 2014   |
| 12 | The Black Queen              | La Regina Nera                   | 15 gennaio 2014   | 25 aprile 2014   |
| 13 | The Road Home (Part I)       | La strada di casa                | 22 gennaio 2014   | 2 maggio 2014    |
| 14 | 200 (Part II)                | 200                              | 5 febbraio 2014   | 9 maggio 2014    |
| 15 | Mr. and Mrs. Anderson        | Il signore e la signora Anderson | 19 febbraio 2014  | 16 maggio 2014   |
| 16 | Gabby                        | Gabby                            | 26 febbraio 2014  | 23 maggio 2014   |
| 17 | Persuasion                   | Persuasione                      | 5 marzo 2014      | 30 maggio 2014   |
| 18 | Rabid                        | Idrofobo                         | 12 marzo 2014     | 6 giugno 2014    |
| 19 | The Edge of Winter           | La realtà dimenticata            | 19 marzo 2014     | 13 giugno 2014   |
| 20 | Blood Relations              | Relazioni di sangue              | 2 aprile 2014     | 20 giugno 2014   |
| 21 | What Happens In Mecklinburg  | Che succede a Mecklinburg...     | 9 aprile 2014     | 27 giugno 2014   |
| 22 | Fatal                        | Destino                          | 30 aprile 2014    | 4 luglio 2014    |
| 23 | Angels                       | Angeli                           | 7 maggio 2014     | 11 luglio 2014   |
| 24 | Demons                       | Demoni                           | 14 maggio 2014    | 18 luglio 2014   |

## L'ispirazione
- Titolo originale: The inspiration (Part 1)
- Diretto da: Glenn Kershaw
- Scritto da: Janine Sherman Barrois

### Trama
Arizona. JJ e Morgan inseguono un sospettato. Mentre i due riescono a raggiungere l'auto dell'uomo, un tir rischia di investirli. Due giorni prima, un uomo aveva rapito una donna. Il suo modus operandi è quello di sparare loro al cuore, metter loro una croce addosso e disporle in posizione di preghiera. Le donne uccise sono già quattro. Il team inizia le indagini e scopre che nello stomaco delle vittime vi sono resti di carne umana: l'assassino non solo le stupra e uccide, ma come forma di tortura, costringe loro a mangiare carne umana. Secondo una brillante deduzione del dottor Reid, l'assassino non simula una donna in penitenza, bensì il rito di accoppiamento della mantide religiosa, che uccide il suo compagno dopo l'accoppiamento e ne divora i resti. Dopo accurate indagini e con l'aiuto di Garcia, il team riesce ad arrivare alla conclusione che l'assassino è Wallace, un uomo disturbato che a 16 anni era stato lasciato da una ragazza, Heather, e la rabbia era stata scatenata dalla notizia che la donna era in procinto di sposare un altro uomo. I resti della carne divorati dalle vittime sono proprio quelle di Heather. Mentre sono sulle sue tracce, al team viene comunicato che l'uomo si trova nel ristorante dove lavora, e sta minacciando tutti i clienti con una pistola. Parte l'inseguimento nel momento in cui Wallace, braccato, comincia a scappare. Ritorniamo alla scena iniziale dove JJ e Morgan sono all'inseguimento dell'uomo che alla fine si arrende. Mentre sono sul jet in procinto di tornare alla base, Hotch viene avvisato che le impronte di Wallace non corrispondono a quelle dell'assassino. Ciò porta alla conclusione che Wallace ha un gemello. Contemporaneamente, a Hotch è stato richiesto di prendere il posto d'ufficio della Strauss, scatenando l'indecisione di Hotch stesso, e il dispiacere da parte del team di vedere il loro capo che non lavorerà più sul campo con loro.
- Guest star: Fred Koehler (Wallace Hines), JoNell Kennedy (Lynne Johnson), Camryn Manheim (Carla Hines), Leah Garland (Dott. Pat Lewis), Lauren Lee Denham (Corin Todd), Rob Silverman (Mike Hardy), Katherine Everett (Emma Coleman), Bianca Malinowski (Mia Rivera), Gene Rathswohl (Officer Bachner), Brice Williams (Ben Coleman), Brianne Howey (Heather Clarke), Vince Melocchi (Erik Cole), Ian Bamberg (Waiter), Carrie Lazar (Patron), J. Omar Castro (Cop), D.T. Matias (Mini-Mark Clerk), Diane Mizota (Reporter)

### Soggetto ignoto
Wallace Hines

### Citazioni
- "Chissà da dove nasce l’ispirazione. Forse è generata dalla disperazione, forse da eventi casuali nell’universo, dalla gentilezza delle muse…" Amy Tan (David Rossi)
- Josh Billings ha scritto "Ci sono due cose nella vita a cui non siamo mai veramente preparati: i gemelli". (Aaron Hotchner)

## Vite allo specchio
- Titolo originale: The inspiration (Part 2)
- Diretto da: Larry Teng
- Scritto da: Breen Frazier

### Trama
Avendo capito che l'assassino è quello sbagliato, la BAU indaga per sapere che fine abbia fatto il reale colpevole. Intanto Wallace viene catturato e legato dal suo gemello "Jesse", che commette un omicidio attuando lo stesso modus operandi del gemello, curioso di sapere perché il fratello sia diventato un assassino. Uccidono poi un'altra donna insieme. Nel frattempo Hotch interroga Carla, la madre dei due gemelli, e la donna gli rivela che quando Wallace e suo fratello avevano 3 anni, dovette scegliere chi dei due bambini tenere perché non poteva permettersi di allevarli entrambi; però si rifiuta di rivelare l'identità del padre dei due ragazzi. La BAU scopre che il padre è stato vittima di un violento crollo psichico e tuttora soffre di schizofrenia. Dopo minuziose indagini scoprono che è stata la madre stessa, che si rivela poi una narcisista, ad aizzare il gemello contro Wallace per ucciderlo e potersi ricongiungere a "Jesse" che per tanti anni non aveva più visto. Ma il ragazzo, stanco delle bugie della mamma, decide di non sparare a Wallace bensì di accanirsi sulla donna. Dopo uno scontro, un gemello rimane ucciso; vengono poi catturati il gemello rimasto e la madre dalla BAU e, grazie all'aiuto del padre malato, Wallace viene riconosciuto.
I superiori della squadra sono rimasti molto colpiti dal lavoro svolto da quest'ultima e ritirano il contratto di Hotch di passare a capo supervisore, permettendogli di rimanere a lavorare sul campo insieme a tutti gli altri.
- Guest star: Fred Koehler (Wallace Hines/Jesse Hines), JoNell Kennedy (Lynne Johnson), Camryn Manheim (Carla Hines), Douglas Olsson (Mark Anderson), Richard Gleason (Bob Clarke), Stephanie Nash (Jean Clarke), Dominique Razón (Elizabeth Nash), Gene Rathswohl (Ufficiale Bachner), John Michael Herndon (Bill Robbins), Brianne Howey (Heather Clarke), Elizabeth Schmidt (Vanessa Randall), Joseph Baird (Danny Randall)

### Soggetto ignoto
I gemelli Wallace e Jesse Hines

### Citazioni
- "Non siamo solo i custodi di nostro fratello. In infiniti modi, grandi e piccoli, siamo i creatori di nostro fratello." Bonaro Overstreet (Derek Morgan)
- "Ti rovinano, tua madre e tuo padre. Forse non vorrebbero, ma lo fanno. Ti trasmettono i loro difetti e ne aggiungono degli altri adatti a te." Philip Larkin (Aaron Hotchner)

## L'ultimo colpo
- Titolo originale: Final Shot
- Diretto da: Bethany Rooney
- Scritto da: Sharon Lee Watson

### Trama
Dallas viene presa di mira da un cecchino. La BAU indaga prima spinta dalla convinzione che il cecchino stia emulando l'assassino di Kennedy, sparando casualmente sulla folla, apparentemente in modo grossolano. In seguito si cercano altre motivazioni in altre direzioni. Si scopre così che l'obiettivo del cecchino è una donna, il cui marito ha commissionato il delitto.
- Guest star: Mike Colter (Colin Bramwell), Yetide Badaki (Maya Carcani), Suanne Spoke (Nancy Summers), Blake Gibbons (Adam Dawson), John M. Jackson (Agente Malcolm Hollins), Eva LaRue (Agente Tanya Mays), Aly Sykes (Brooke), Kate Comer (Casey), Graham Skipper (Danny Sterling), Medalion Rahimi (Segretaria)

### Soggetto ignoto
L'ex cecchino Colin Bramwell

### Citazioni
- "Il nostro più elementare legame è che tutti noi abitiamo questo piccolo pianeta. Respiriamo la stessa aria. Ci preoccupiamo per il futuro dei nostri figli. E siamo tutti mortali." John Fitzgerald Kennedy (David Rossi)

## Prestare testimonianza
- Titolo originale: To Bear Witness
- Diretto da: Rob Bailey
- Scritto da: Erica Messer

### Trama
Baltimora, Maryland. Un ragazzo viene trovato a vagare solo e ferito vicino a dei containers. Dopo aver appurato che il ragazzo non è un drogato, bensì è vittima di uno psicopatico, viene portato in ospedale e viene chiamata la BAU per capire cosa sia successo e rintracciare l'aguzzino. Dopo alcune visite, il medico che ha in cura il ragazzo scopre che gli è stata praticata una lobotomia che ha danneggiato la parte del cervello che si occupa della comunicazione (infatti quando Morgan lo interroga, non riesce a parlare, perciò utilizza il movimento delle palpebre per rispondere alle domande di Derek), e gli è stata impiantata nell'occhio una microtelecamera. La squadra indaga e scopre che lo psicopatico ha in ostaggio Dana, un'altra ragazza, di cui lo psicopatico invia sul web le immagini trasmesse in diretta e filmate tramite un'altra telecamera che ha impiantato nell'occhio della ragazza. Garcia scopre che dietro ai rapimenti c'è proprio il fratello della ragazza, spinto dalla vendetta nei confronti del padre che lo ha sempre considerato inferiore. La squadra riesce a localizzarlo e salvare la ragazza e Hotch lo arresta. Intanto l'agente Cruz prende il posto della Strauss e si scopre che ha un qualche tipo di legame con JJ.
- Guest star: Esai Morales (Mateo Cruz), Brian Appel (Agente Anderson), David Anders (Anton Harris), Franklin Killian (Sam Carter), Charles Rahi Chun (Dott. Hoshino), Emily Podleski (Dana), Martin Thompson (signor Harris)

### Soggetto ignoto
Anton Harris

### Citazioni
- "Qualcuno che amavo una volta mi regalò una scatola piena di oscurità. Mi ci vollero anni per capire che anche questo era un dono." Mary Oliver (Derek Morgan)
- "La morte non è la perdita più grande nella vita. La perdita più grande è quello che muore dentro di noi mentre viviamo." Norman Cousins (Aaron Hotchner)

## Route 66
- Titolo originale: Route 66
- Diretto da: Doug Aarniokoski
- Scritto da: Virgil Williams

### Trama
Wichita, Kansas. Due ragazzini sono appartati in auto. Il ragazzo tenta di approfittarsi della ragazza, quando ecco che interviene un uomo e comincia a picchiare il ragazzo. La ragazza guarda l'uomo e si rende conto che è suo padre. Un'ora dopo Hotch viene avvisato che la ragazzina è stata rapita ed è compito dell'FBI ritrovarla. Mentre sta esponendo il caso alla squadra, Hotch collassa e viene portato d'urgenza in ospedale: le ferite cicatrizzate inferte da Foyet hanno creato un coagulo di sangue che hanno portato Hotch al collasso. La squadra nel frattempo continua la caccia all'uomo per trovare Sam, la ragazzina scomparsa, recandosi prima a Wichita a interrogare la madre, dove scoprono che Sam era in contatto con suo padre e in svariati messaggi gli chiedeva di portarla con sé. Inoltre scoprono che l'uomo era un rapinatore professionista a Chicago dove aveva sparato al socio a sangue freddo, perciò si rendono conto che l'uomo è molto pericoloso. Dopo aver ucciso il proprietario di una pompa di benzina e un uomo a cui stava tentando di rubare l'auto, l'uomo comincia una corsa folle con sua figlia spaventata, fino ad arrivare al capolinea: la squadra lo raggiunge e gli intima di arrendersi liberando la figlia. L'uomo lascia andare la ragazza e quando capisce che suo padre sta per suicidarsi, la ragazza gli implora di consegnarsi alla giustizia. Intanto Hotch, durante l'operazione, sogna Haley che gli dà la sua approvazione per la sua storia con Beth. Nel sogno sopraggiunge anche Foyet. Hotch si sveglia salvo e l'unica cosa che chiede è di riabbracciare suo figlio Jack e sentire Beth.
Nota: non è sicuramente un caso che la colluttazione con Foyet sia avvenuta nel nono episodio della quinta stagione e gli spiacevoli eventi giornalieri nel quinto episodio della nona stagione.
- Guest star: Meredith Monroe (Haley), C. Thomas Howell (George Foyet/Il mietitore), Cade Owens (Jack Hotchner), Todd Stashwick (Eddie Lee Wilcox), Madison Davenport (Samantha Wilcox), Colin Woodell (Tommy Burns), Courtenay Taylor (Melody Grimes), Molly Baker (Jessica Brooks)

### Soggetto ignoto
Il padre disperato Eddie Lee Wilcox

### Citazioni
- "La vita è un sogno. Fanne una realtà." Madre Teresa (Aaron Hotchner)

## Nel sangue
- Titolo originale: In the Blood
- Diretto da: Michael Lange
- Scritto da: Bruce Zimmerman

### Trama
Provo, Utah. Una donna viene torturata a morte, ustionata e seppellita sotto un cumulo di pietre, causandole la sgretolazione delle ossa. La BAU viene chiamata per indagare. Sul luogo del delitto Morgan trova un altro corpo ustionato e torturato, ma il modus operandi è diverso: la ragazza è stata spinta giù da un dirupo. Dopo attente ricerche, Reid associa il marchio dell'ustione trovato sulla prima donna, a un simbolo satanico di cacciatori di streghe: la squadra perciò capisce che l'S.I. è affetto da allucinazioni in cui crede di vivere nel Medioevo e crede di essere un discendente di un famoso inquisitore della giustizia contro le streghe di Salem. Un'altra donna e sua figlia intanto vengono rapite dall'S.I., e con l'aiuto di Garcia e le deduzioni di Reid, la squadra dà un nome a un sospettato: il ragazzo lavora come volontario nella biblioteca della città dove sceglie le sue vittime in base alla richiesta di prestito di un libro di stregoneria. La squadra arriva in tempo a salvare la donna e sua figlia e a uccidere l'uomo.
A fine episodio tutti i membri della squadra si recano a casa di Garcia durante la ricorrenza di Ognissanti, al fine di ricordare uno per volta una cara persona defunta. 
- Guest star: James Immekus (Leland), Tom Irwin (Sergente Joe Mahaffey), Jeff Griggs (Herbert Sykes), Peggy Dunne (Linda Grunwell, M.E.), Sarah Jane Morris (Yvonne Carpenter), Catilin Carmichael (Kylie), John Lee Ames (Parker Mills), Aubrey Manning (Charlotte Novak), Charlotte Ubben (Gloria Carlyle)

### Soggetto ignoto
Il volontario bibliotecario Leland Duncan

### Citazioni
- "Dopotutto, che cos'è un uomo, tranne che un'orda di fantasmi? Querce che erano ghiande che erano querce." Walter de La Mare (Dott. Spencer Reid)
- Mitch Albom ha detto: La morte mette fine alla vita, non a una relazione." (Penélope García)

## Il guardiano
- Titolo originale: Gatekeeper
- Diretto da: Matthew Gray Gubler
- Scritto da: Rick Dunkle

### Trama
Boston. Un uomo viene strangolato nel quartiere dove vive la ragazza, che a seguito di un incidente muore, che aveva appena conosciuto e con cui aveva passato la notte. La BAU viene chiamata per indagare, in quanto non è il primo omicidio con lo stesso modus operandi. La squadra indaga e arriva alla conclusione che l' S.I. commetteva i delitti guidato da una scadenza. Nel frattempo un ragazzino viene ucciso nello stesso modo: egli aveva dato a un suo compagno i suoi videogiochi in quanto l'altro ragazzo era stato messo in punizione. Così la squadra conclude che il soggetto ignoto si sente spinto nell'agire dalla credenza di dover proteggere coloro che lui ritiene in pericolo e influenzati negativamente. Così la squadra riesce ad arrivare all'assassino, il portiere del palazzo in cui due vittime vivevano. L'assassino agiva a seguito di un crollo psicotico scaturito dalla morte del figlio di cui l'uomo si sentiva responsabile, e uccidendo coloro che minacciavano gli inquilini del suo palazzo che lui aveva cominciato a considerare la sua famiglia, pensava di poter fare ammenda, soprattutto perché la scadenza che si era imposto era la nascita di un altro suo figlio. L'uomo minaccia la moglie in travaglio mostrandole un album fotografico ideato da lui stesso contenente ciocche di capelli/effetti personali e fotografie delle vittime, ma Morgan lo arresta e Reid aiuta la donna a far nascere il bambino.
A fine episodio tutti i componenti della squadra si recano in un locale, ormai prossimo alla chiusura e luogo molto importante per Rossi, dove trascorrono la serata.
- Guest star: Jack Plotnick (Tanner), Tara Buck (Hannah Johnson), Julianna Guill (Ashley Fouladi), Brent Bailey (Scotty Delfino), Angela Bullock (Helen), Noshir Dalal (Ben Harrison), Tory Doherty (Colin Kirkland), Joey Luthman (Jake Preston), Jenny Strubin (dott. Janis Karickhoff), Dominique Davis (Kara), Ray Stoney (Nick Wilson)

### Soggetto ignoto
Il portiere del palazzo Tanner Johnson

### Citazioni
- "Se ti guida la passione, fa almeno che sia la ragione a tenere le redini." Benjamin Franklin (David Rossi)
- "La cosa più importante che i genitori possano insegnare ai figli è come cavarsela senza di loro." Frank Clark (Dott. Spencer Reid)

## Il ritorno
- Titolo originale: The Return
- Diretto da: John Terlesky
- Scritto da: Kimberly Ann Harrison

### Trama
Chicago, Illinois. In una tavola calda un ragazzino, Gavin Rossler, comincia a sparare uccidendo tre persone, prima di essere abbattuto da un poliziotto fuori servizio. La BAU viene chiamata a indagare in quanto al dipartimento si crede che il ragazzo sia stato spinto dal volere di qualcun altro ad agire: Gavin era stato rapito qualche anno prima e di lui si erano perse le tracce. Dopo l'autopsia, si scopre che il ragazzo veniva torturato con metodi di guerra. Nel frattempo, un altro ragazzino scomparso nello stesso lasso di tempo in cui era sparito Gavin, si fa esplodere in macchina. La BAU, tramite Garcia, rintraccia i nomi di altri ragazzi spariti nelle stesse circostanze. Uno di loro, Daniel, viene fermato in tempo prima di compiere una strage. Durante l'interrogatorio però il ragazzo non rivela nulla oltre al suo nome e un numero di matricola: era stato addestrato a tenere la bocca chiusa. Grazie a una deduzione di Reid, si scopre che il numero di matricola era quello di un poliziotto licenziato insieme al suo collega a causa dei loro metodi poco ortodossi di interrogare i sospettati: il suicidio del collega era stata la causa scatenante dei suoi deliri e era lui che rapiva i ragazzi in giovane età in modo da addestrarli a vendicarsi contro la polizia di Chicago. La squadra arriva in tempo a fermarlo e a salvare un bambino che sarebbe stata la sua prossima vittima.
Nel frattempo veniamo a sapere che Morgan ha una relazione da qualche mese con una donna, Savannah Hayes.
- Guest star: Mark Sivertsen (Wayne Gulino), Kelly Hawthorne (Sylvia Hoover), Emily Skinner (Julie Hoover), Leah Rollins (Karly Rothenberg), Ronnie Banks (Gavin Rossler), Andrew Fiscella (Officer Ryan Clayburn), Rochelle Aytes (Savannah), Koby Kumi-Diaka (Trevor Madison), Jimmy Carlson (Reporter), Maurice Compte (Detective Reyes), Gwen McGee (dott. Taylor), A.J. Achinger (Daniel Morrison), Jan Broberg (Lauren Morrison), Joanna Tiwald (Stephanie Lawford), Alexander Eckert (Cameron Patterson)

### Soggetto ignoto
L'ex agente di polizia Wayne Gulino

### Citazioni
- Alfred Hitchcock ha detto. "Non c'è terrore in uno sparo, ma solo nell'attesa di esso." (Derek Morgan)
- "Più grande è il potere, più pericolo è abusarne." Edmund Burke (Jennifer Jareau)

## Il frutto dell'odio
- Titolo originale: Strange Fruit
- Diretto da: Constantine Makris
- Scritto da: Janine Sherman Barrois

### Trama
Virginia. Nel giardino dei signori Johnson vengono ritrovati i resti di due cadaveri umani seppelliti tanti anni prima. La famiglia Johnson, composta dalla moglie Tina, il marito Charles e il figlio Lyle, viene subito presa in custodia dalla BAU e interrogata. JJ si occupa di interrogare Lyle, e dopo una prima accusa di colpevolezza, il ragazzo viene scagionato dopo il ritrovamento di un terzo corpo seppellito quando era ancora troppo piccolo, per essere lui il colpevole. Così le accuse ricadono su Charles, e grazie all'interrogatorio di Rossi, si scopre che l'uomo da ragazzo era stato vittima di razzismo e violenza sessuale (gli erano stati asportati i genitali) da alcuni ragazzi bianchi, dopo una falsa accusa di una ragazza che etichettava Charles come il suo stupratore. Così dopo alcuni anni aveva cercato vendetta uccidendo prima uno degli uomini colpevoli, e poi il caso aveva voluto che suo figlio Lyle avesse cominciato a frequentare una delle due ragazze figlie di altri due uomini colpevoli della sua aggressione, uccidendo anche loro.
In questo episodio veniamo a sapere che Rossi da giovane era stato costretto a commettere atti di bullismo nei confronti di un ragazzino afroamericano.
- Guest star: Esai Morales (Mateo Cruz), L. Scott Caldwell (Tina Johnson), Glynn Turman (Charles Johnson), Seth Gilliam (Lyle Johnson), Jason Mac (Mike Bishop), Alexandria Cree (Cheryl Bishop), Jeremy Woodland (Greg), Clay Blanchette (Poliziotto), Paget Kagy (M.E. Tamako Kimura), Young Charles (Kian Morr), Grayson Duvall Wittenbarger (Young Karl Beck), David Ryan Speer (Young James Moses)

### Soggetto ignoto
Charles Johnson

### Citazioni
- "All’universo non piacciono i segreti. Cospira per rivelare la verità, per portarvi a conoscerle." Lisa Unger (David Rossi)

## Numero privato
- Titolo originale: The Caller
- Diretto da: Rob Bailey
- Scritto da: Sharon Lee Watson

### Trama
St. Louis, Missouri. Una coppia di coniugi riceve da una settimana delle chiamate inquietanti da parte di un ragazzino con sottofondo di voci angosciate e urla. I due coniugi non sembrano darci peso fino a quando una mattina non trovano più nel suo letto il loro bambino, Andy. La squadra viene chiamata a indagare. Reid ricorda un caso simile, avvenuto quindici anni prima, di cui l'assassino era rimasto ignoto: aveva utilizzato lo stesso modus operandi, rapendo e uccidendo un bambino. Garcia rintraccia la chiamata ricevuta dai coniugi e rivela alla squadra che la chiamata era avvenuta dal cellulare del marito, sintomo che il soggetto ignoto aveva clonato la scheda, e tramite il tracciamento del ripetitore, l'FBI ritrova il bambino senza vita. I genitori ne sono sconvolti, così la squadra esclude la coppia dalla rosa dei sospettati. Continuando a indagare sulle voci di sottofondo della chiamata, arrivano a una prostituta brasiliana che racconta di come quindici anni prima un uomo americano e sua moglie proveniente dall'est Europa, la avessero costretta a simulare un rapporto sadomaso di fronte al figlio piccolo. Indagando la squadra scopre che anche il bambino ucciso anni prima era figlio di un padre americano e una madre est-europea così come i genitori di Andy e capiscono quindi che è questo il collegamento tra gli omicidi. Tramite Garcia così Reid, Rossi e Blake rintracciano il soggetto ignoto che intanto aveva rapito anche Lida, la donna della coppia, salvandola e uccidendo l'assassino ovvero Burt Solomon alias Daniel Milworth, il bambino di cui la prostituta brasiliana ha parlato alla squadra: quando era bambino, il padre americano torturava la moglie rumena costringendola a fare sadomaso con anche prostitute coinvolte e Daniel era costretto a filmare. Sua madre si era poi suicidata e aveva tentato di uccidere anche Daniel ma senza riuscirci. Se Daniel uccideva i bambini è perché si identificava con loro e voleva salvarli come lui da bambino voleva essere salvato.
- Guest star: Marika Domińczyk (Lida Taffert), Doug Savant (Malcolm Taffert), Frank Collison (Richard Clayvin), Adam Edgar (Agente Green), Kevin Rock (dott. Eldon Mercer), Carl Schwaber (Leon Burns), Elia Saldana (Marla Golden), Mike Ostroski (Daniel Milworth), Adalgiza Chermont (infermiera), Marcus Eckert (Daniel da bambino), Beth Fraser (Giornalista), Katie Burton (Holly Golden)

### Soggetto ignoto
Il professore di informatica Daniel Milworth

### Citazioni
- "La paura è il dolore provocato dalla rappresentazione di un male imminente." Aristotele (Dott. Spencer Reid)
- "Non possiamo disperare nell'umanità, dal momento che noi stessi siamo esseri umani." Albert Einstein (David Rossi)

## Rabbia assassina
- Titolo originale: Bully
- Diretto da: Glenn Kershaw
- Scritto da: Virgil Williams

### Trama
Quando la BAU viene chiamata a Kansas City per indagare su una serie di omicidi, il risultato è una tesa riunione tra Blake, suo padre, un capitano di polizia in pensione, e suo fratello, un detective, che devono lavorare insieme per risolvere il crimine. 
Gli omicidi vengono collegati a un antico atto collettivo di bullismo scolastico.
- Guest star: Brennan Elliott (Scott Miller), Tom Bower (Damon Miller), Tom Vincent (Ronald James Underwood), Jim Garrity (Harold Ramsey), Felisha Cooper (Laurie Patterson), Jake Miller (Charles Gates), Arianna Ortiz (dott. Liz Montoya), Tim True (Daryl Barnes), Kim Genelle (Renee Patterson), Simon Vance (Gil Patterson), Macka Foley (Trainer), Saxon Jones (Riley Wilson), Braden Lynch (Edward Ray Stokes), Lindsay Wolf (Sheryl), Phillip Fallon (Young Ronald).

### Soggetto ignoto
Ronald Underwood

### Citazioni
- "Fratelli e sorelle sono vicini come mani e piedi." Proverbio vietnamita (Alex Blake)
- "Da soli possiamo fare poco. Insieme possiamo fare molto." Helen Keller (Alex Blake)

## La Regina Nera
- Titolo originale: The Black Queen
- Diretto da: Tawnia McKiernan
- Scritto da: Breen Frazier

### Trama
Una serie di delitti coinvolge la comunità degli hacker di San José in California. Per risolvere il caso, Garcia è costretta a rintracciare il suo ex ragazzo Shane, e a ricordare il suo passato di hacker prima di entrare nell'FBI, quando era nota come "La Regina Nera". Un serial killer prossimo all'esecuzione potrebbe essere innocente, e il gruppo di hacker cerca di ricoinvolgere il BAU, che aveva operato l'arresto, per far riaprire il caso.

### Soggetto ignoto
Sam Russell e il suo complice

### Citazioni
- "Spesso si dice che questa o quella persona non ha ancora trovato il vero io. Ma il vero io non è qualcosa che si trova. È qualcosa che si crea." Thomas Szasz (Derek Morgan)
- "Inventarti un senso per la tua vita non è facile, ma è comunque permesso. E sarai felice di esserti dato questa pena." Bill Watterson (Penelope Garcia)

## La strada di casa
- Titolo originale: The Road Home
- Diretto da: Joe Mantegna
- Scritto da: Bruce Zimmerman

### Trama
A Cleveland un uomo, all'apparenza un senzatetto, gira armato e aggredisce delinquenti per le strade; a primo acchito sembra trattarsi di un giustiziere, si scopre in seguito l'uomo volesse rivendicare la morte della moglie e del figlio avvenuta a causa di un'aggressione domestica, uccidendo tutte le persone coinvolte direttamente e indirettamente in essa. Si viene a sapere poi che lo stesso figlio del soggetto ignoto fosse complice dell'aggressore e alla fine l'uomo si suicida.
Nel frattempo Rossi va alla ricerca del suo amico, il sergente Harrison Scott, del quale non ha notizie da tempo e lo aiuta poi a ricongiungersi con il figlio e la famiglia.
A fine episodio, JJ viene rapita.

### Soggetto ignoto
Clifford Walsh

### Citazioni
- "‌Guardatevi dalla furia di un uomo tranquillo." John Dryden (Derek Morgan)
- "‌Il perdono non cambia il passato, ma di certo amplia il futuro." Paul Bausa (David Rossi)

## 200
- Titolo originale: 200
- Diretto da: Larry Teng
- Scritto da: Rick Dunkle

### Trama
JJ e il caposezione Cruz sono stati rapiti. La squadra scopre che JJ non ha mai lavorato al Pentagono, ma che nel suo anno di assenza ha fatto parte insieme a Cruz di una task force in Medio Oriente con lo scopo di trovare Osama Bin Laden. JJ sospettava la presenza di una talpa nel vecchio team. Quando la sicurezza nazionale rifiuta di collaborare con il BAU, Hotch chiama in aiuto l'ex agente Emily Prentiss, ora direttrice dell'Interpol. JJ e Cruz vengono torturati e in seguito messi in salvo e i colpevoli uccisi.

### Soggetto ignoto
Il mercenario Tivon Askari e la sua banda.

### Citazioni
- "Perché dovremmo guardare al passato per prepararci al futuro? Perché non c'è nessun altro posto in cui cercare." James Burke (Emily Prentiss)
- "Friedrich Nietzsche ha detto: "Se guardi a lungo in un abisso, anche l'abisso vorrà guardare dentro di te." (Jennifer Jareau)

## Il signore e la signora Anderson
- Titolo originale: Mr & Mrs Anderson
- Diretto da: Felix Alcala
- Scritto da: Kimberly Ann Harrison

### Trama
Una serie di omicidi porta il team a indagare a Pittsburgh per scovare il colpevole. I soggetti ignoti, in realtà, sono un uomo e una donna, e sono una coppia sposata che frequenta sedute terapeutiche al fine di ristabilire un equilibrio e ottenere il perdono l'uno da parte dell'altro per alcuni tradimenti avvenuti in passato. Tale soluzione per entrambi è godere del male inflitto agli altri. Il marito è un sadico sessuale che strangola le vittime e che si scopre che uccide da ancor prima di conoscere la moglie, mentre la donna è complice e testimone degli omicidi e non partecipa direttamente alle aggressioni, sebbene da un certo punto in poi sarà lei stessa ad abbordare le vittime uomini.
I membri del BAU riusciranno a fermare la donna e cercheranno di far leva su quest'ultima informandola che il marito continuasse a uccidere e stuprare donne anche senza di lei.
Proprio la terapeuta dei due coniugi sarebbe stata la prossima vittima, fortunatamente però Morgan e Reid riusciranno in tempo a catturare l'uomo.
Derek e Savannah decidono di andare a cena fuori per trascorrere la serata di San Valentino e incontrano Garcia e Sam.

### Soggetto ignoto
La coppia Alan e Judith Anderson

### Citazioni
- Jennifer Smith ha scritto : "Il matrimonio è un mosaico che completi col tuo coniuge, milioni di minuscoli momenti che creano la vostra storia d'amore." (Alex Blake)
- "Ogni relazione alimenta una forza o una debolezza dentro di voi." Michael Murdock (Penelope Garcia)

## Gabby
- Titolo originale: Gabby
- Diretto da: Thomas Gibson
- Scritto da: Jim Clemente e Erica Messer

### Trama
Quando una madre lascia la figlia Gabby di 4 anni con la cugina a Hattiesburg, Mississippi e la piccola scompare nella notte, la BAU deve lottare contro il tempo per trovare la bambina. Durante le indagini, il team scopre cose inquietanti sulla parente.

### Soggetto ignoto
Sue Walsh con la complicità di altri depravati

### Citazioni
- Spesso si dice "Anche le impronte più piccole lasciano un segno in questo mondo." (Aaron Hotchner)
- "Le braccia di una madre sono fatte di tenerezza e i bambini vi dormono serenamente." Victor Hugo (Jennifer Jareau)

## Persuasione
- Titolo originale: Persuasion
- Diretto da: Rob Lieberman
- Scritto da: Sharon Lee Watson

### Trama
Quando misteriosamente dei corpi affogati vengono scoperti nel deserto di Las Vegas la BAU cerca di scoprire la vera causa e i motivi degli omicidi. Le vittime si scopre fossero tutte frequentanti una comunità di senza tetto che vive negli acquedotti sotterranei della città. Dietro le uccisioni c’è un certo “dottore”, un mago sociopatico e narcisista, che non riuscendo a costruirsi una carriera vera e propria, uccide chiunque secondo lui lo tradisca abbandonando la comunità, stessa comunità di cui lui fa parte. Nel frattempo, Reid cerca di contattare sua madre, scoprendo che si trova in gita al Grand Canyon e questo lo fa sentire dimenticato, a fine episodio il suo umore cambia quando scopre che la madre gli ha inviato un souvenir e delle cartoline.

### Soggetto ignoto
L'ex mago Marvin Caul con la complicità di Cesar Jones

### Citazioni
- "Il segreto della mia influenza è sempre stato quello di mantenerla segreta." Salvador Dalí (Dott. Spencer Reid)
- "L'illusione è necessaria per mascherare il vuoto all'interno." Arthur Erickson (David Rossi)

## Idrofobo
- Titolo originale: Rabid
- Diretto da: Doug Aarniokoski
- Scritto da: Virgil Williams

### Trama
Quando la BAU scopre corpi con sopra segni di morsi sia di animali sia umani vicino Milwaukee, ha delle domande difficili a cui rispondere. Difatti l'SI usa le proprie vittime e le costringe a trasmettersi a vicenda il virus della rabbia; suo fratello da piccolo era morto proprio a causa di questa malattia. Intanto Garcia e Reid si preparano per un test fisico, ma cercando di nascondere la cosa a Morgan, che ha la reputazione di essere un difficile personal trainer.

### Soggetto ignoto
Cunningham David

### Citazioni
- "È più importante sapere che tipo di persona abbia una malattia che sapere che tipo di malattia abbia una persona." Ippocrate (Dott. Spencer Reid)
- "L'amicizia moltiplica le cose belle della vita e diminuisce quelle brutte." Baltasar Gracián (Derek Morgan)

## La realtà dimenticata
- Titolo originale: The Edge of Winter
- Diretto da: Hanelle M. Culpepper
- Scritto da: Janine Sherman Barrois

### Trama
L'episodio è caratterizzato da flashback di un caso risolto un anno prima e da Morgan che va a parlare con una vittima. Difatti si scopre che l'SI agiva in coppia e dopo attente analisi la squadra arriva alla conclusione che la vittima non era altro che il complice sottomesso dell'SI.

### Soggetto ignoto
L'elettricista Joe Bachner e la sua fidanzata sottomessa Daria Semsen

### Citazioni
- "Non sei mai una vittima, anche se quelli che ti sconfiggono ti fanno credere di esserlo. Come altro dovrebbero sconfiggerti?" Barbara Marciniak (Derek Morgan)
- "Ci sono volte in cui la mente riceve un tale colpo da nascondersi nella follia. Ci sono volte in cui la realtà non è altro che sofferenza. E per sfuggire a quella sofferenza, la mente deve lasciarsi alle spalle la realtà." Patrick Rothfuss (Derek Morgan)

## Relazioni di sangue
- Titolo originale: Blood relations
- Diretto da: Matthew Gray Gubler
- Scritto da: Breen Frazier

### Trama
Vengono uccisi due uomini di famiglie rivali impiccati con del filo spinato, si pensa così a una faida familiare in West Virginia. Viene uccisa anche una donna. Si scopre che l'SI si vuole vendicare in quanto figlio non voluto di una coppia incestuosa, fratello e sorella. L'SI sorprende Blake da sola e durante una colluttazione finiscono entrambi nelle acque di un laghetto. Gli altri membri della squadra arrivano di corsa, e una volta assicuratisi che l'agente fosse riuscita ad allontanarsi dalle grinfie del suo assalitore, cominciano a sparare dei colpi contro la superficie dell'acqua. Così credono che il soggetto ignoto sia morto, quest'ultimo in realtà era riuscito a fuggire e nel finale attacca nel Kentucky un'altra coppia.

### Soggetto ignoto
Il figlio frutto di incesto di due fratelli

### Citazioni
- " Il passato non muore mai. Non è nemmeno passato." William Faulkner (Alex Blake)

## Che succede a Mecklinburg...
- Titolo originale: What happens in Mecklinburg
- Diretto da: Rob Hardy
- Scritto da: Ticona S. Joy

### Trama
Un SI nascosto con una maschera da maiale colpisce con un taser e rapisce diversi uomini e una ragazza. 
Si scopre che il motivo di tali gesti è legato a una festa avvenuta in una confraternita universitaria un anno prima, allorché un ragazzo morì e un'altra entrò in coma etilico, quest'ultima, successivamente, si scopre essere la sorella

### Soggetto ignoto
Sheila Harrison

### Citazioni
- Albert Einstein ha detto: "Quando si tratta della verità e della giustizia, non c'è distinzione tra i grandi problemi e i piccoli, perché i principi generali che riguardano l'azione dell'uomo sono indivisibili." (Dott. Spencer Reid)

## Destino
- Titolo originale: Fatal
- Diretto da: Larry Teng
- Scritto da: Bruce Zimmerman

### Trama
Ci sono diverse vittime di avvelenamento da arsenico in California, le stesse ricevono prima una lettera in cui se ne annuncia la morte e l'inevitabilità di questo fatto. Vicino al cadavere è posto un pezzo di cordame della lunghezza dell'età della vittima: rappresenta la terza delle Parche che taglia il filo della vita nel momento opportuno, infatti l'SI é ossessionato dalla mitologia greca e rancoroso verso la felicità altrui dopo che gli è stato diagnosticato un tumore a causa dell'amianto.
Hotchner è indeciso se partecipare o meno al Career Day del figlio per parlare del suo lavoro.

### Soggetto ignoto
Il malato terminale William Harding

### Citazioni
- Un proverbio dice: "Chi è nato per essere impiccato, non morirà mai affogato." (Aaron Hotchner)
- "Una persona spesso incontra il suo destino sulla strada che aveva preso per evitarlo." Jean De la Fontaine (David Rossi)

## Angeli
- Titolo originale: Angels
- Diretto da: Rob Bailey
- Scritto da: Rick Dunkle, Breen Frazier e Janine Sherman Barrios

### Trama
Vengono uccise due prostitute e un cliente che si scoprirà prostituirsi. Tutte le vittime vengono torturate post mortem con una griglia incisa sulla schiena, legate per i polsi e quindi uccise secondo ideali religiosi. Le colpe ricadono sul pastore della città, che gestisce un traffico di prostitute, poiché anni prima ne aveva ferita una allo stesso modo.
Nella scena finale, durante una sparatoria rimangono feriti lo sceriffo locale, Reid e Morgan.

### Soggetto ignoto
Il vice sceriffo Owen McGregor (interpretato da Michael Trucco)

### Citazioni
- "Il nome scritto sulla sua fronte era un mistero. Babilonia la grande, la madre delle meretrici e delle abominazioni della terra." Apocalisse 17:5 (David Rossi)

## Demoni
- Titolo originale: Demons
- Diretto da: Glenn Kershaw
- Scritto da: Erica Messer

### Trama
La squadra continua a indagare sulle morti con l'aiuto di Cruz. Scopriranno che le cose non sono come sembrano, e la persona dietro gli omicidi ha in mente un piano molto più sinistro di quel che credevano.  Si scoprirà di un'intera squadra di sceriffi corrotti che ha ucciso lo sceriffo Coleman, e del vicesceriffo che gestisce una rete di contrabbando illegale di prodotti e clandestini. Attenteranno alla vita di Reid in ospedale, ma il killer verrà fermato da Garcia. Avviene una colluttazione nel deposito di rottami dove viene tenuta la merce, ma il poliziotto a capo della banda viene ucciso. Alex racconta di come è morto suo figlio per una malattia neurologica ignota, e in seguito al caso decide di lasciare il proprio distintivo a casa di Reid, per dimettersi dalla squadra.

### Soggetto ignoto
Il vice sceriffo Owen McGregor e molti altri vice sceriffi corrotti

### Citazioni
- "Quando la verità viene sepolta cresce, soffoca, accumula una tale forza esplosiva che, il giorno che scoppia, fa saltare ogni cosa con sé." Émile Zola (Dott. Spencer Reid)
- "Dobbiamo essere pronti a liberarci della vita che abbiamo programmato per poter avere la vita che ci aspetta." Joseph Campbell (Dott. Spencer Reid)